# Tejano

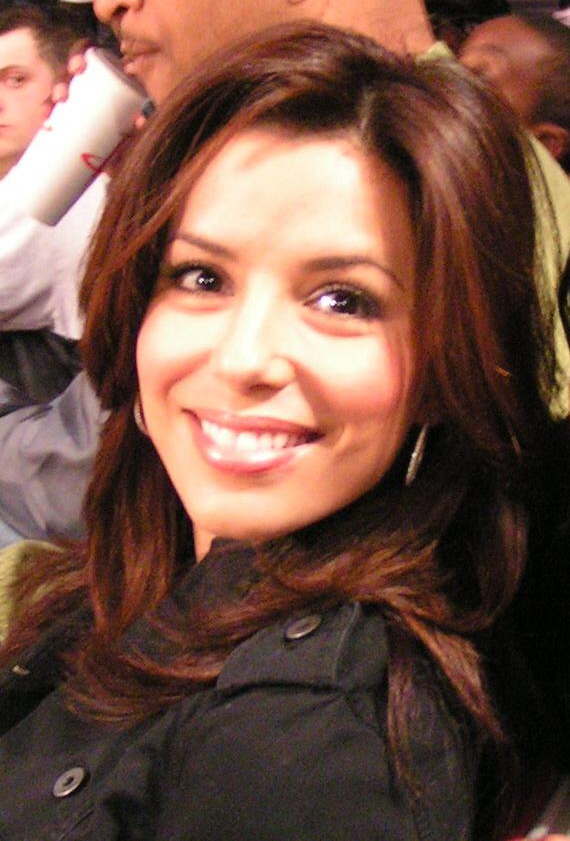
A atriz Eva Longoria é um exemplo de uma tejana.

Tejano (em castelhano:  "texano") é um termo usado para identificar um texano de ascendência hispânica e/ou latino-americana. Tejanos podem variar em se considerar espanhóis ou mexicanos quanto à herança ancestral.